# Южно-Дубровное
Ю́жно-Дубро́вное — село в Армизонском районе Тюменской области России. Административный центр Южно-Дубровинского сельского поселения.

## География
Село находится в южной части Тюменской области, в лесостепной зоне, в пределах Ишимской равнины, на восточном берегу озера Дубровно, на расстоянии примерно 17 км (по прямой) к югу от села Армизонское, административного центра района. Абсолютная высота — 138 м над уровнем моря.
Климат
Климат резко континентальный с теплым летом и суровой холодной зимой. Годовое количество осадков — 310 мм. Средняя температура января составляет −18,2 °C, июля — +18,1 °C.
Часовой пояс
Село Южно-Дубровное, как и вся Тюменская область, находится в часовой зоне МСК+2. Смещение применяемого времени относительно UTC составляет +5:00.

## История
В 1926 году в деревне Южно-Дубровная имелось 107 хозяйств и проживало 493 человека (224 мужчины и 269 женщин). Функционировала школа I ступени. В административном отношении являлась центром Южнодубровинского сельсовета Армизонского района Ишимского округа Уральской области.

## Население
| 1989 | 2002 | 2010 |
| ---- | ---- | ---- |
| 588  | ↘537 | ↘473 |

Гендерный состав
По данным Всероссийской переписи населения 2010 года, в гендерной структуре населения мужчины составляли 48 %, женщины — соответственно 52 %.
Национальный состав
Согласно результатам переписи 2002 года, в национальной структуре населения русские составляли 85 % из 537 чел.

## Улицы
| - ул. Береговая, - ул. Гагарина, - ул. Кирова, - ул. Кооперативная, - ул. Мира, | - ул. Молодёжная, - ул. Новая, - ул. Полевая, - ул. Школьная, - ул. Энергетиков. |

## Инфраструктура
В селе действуют средняя общеобразовательная школа с отделением дошкольного образования, фельдшерско-акушерский пункт, дом культуры, библиотека, почтовое отделение, опорный пункт полиции, пожарное депо, овощехранилище, машинно-тракторная мастерская, пункт по приёму молока.